# 布斯鎮區 (愛荷華州帕洛阿爾托縣)
布斯鎮區（英語：Booth Township）是位於美國愛荷華州帕洛阿爾托縣的一個行政鎮區。

## 地方資料
根據2010年美國人口普查的數據，布斯鎮區的面積為91.28平方千米，當中陸地面積為89.49平方千米，而水域面積為1.79平方千米。當地共有人口90人，而人口密度為每平方千米0.99人。